# حاجی‌آباد (بخش مرکزی کوهرنگ)
حاجی‌آباد یک روستا در ایران است که در دهستان دشت زرین واقع شده‌است. حاجی‌آباد ۳۲ نفر جمعیت دارد.